# Виолетов мехурчест плаващ охлюв
Виолетовите мехурчести плаващи охлюви (Janthina janthina) са вид коремоноги от семейство Янтинови (Janthinidae).
Таксонът е описан за пръв път от Карл Линей през 1758 година.